# 绍莫迪·伊什特万
绍莫迪·伊什特万（匈牙利語：Somodi István，1885年8月22日—1963年6月8日），匈牙利男子田径运动员。他曾代表匈牙利参加1908年夏季奥林匹克运动会田径比赛，获得男子跳高银牌。